# Complexe La Cité
La Cité est un complexe immobilier dans le quartier Milton Parc à Montréal, Québec, Canada, achevé principalement en 1976 avec une tour de bureaux achevée en 1977.
Conçu par Eva Vecsei (en), le complexe comprend un immeuble de bureaux (Tour Place du Parc), un hôtel (maintenant une résidence de l'Université McGill), trois tours résidentielles d'environ 110 mètres de haut (Les Appartements LaCité) et une galerie souterraine de commerces de détail (Les Galeries Du Parc) comprenant le cinéma du Parc, reliant tous ces éléments sur un site de 7 acres.
La construction entraîne des protestations et un plus grand militantisme pour la préservation des édifices et quartiers historiques de Montréal,. Héritage Montréal contribue à l'effort et restaure des centaines d'unités d'habitation dans le secteur.

## Le projet Cité Concordia
La Cité est une version réduite d'un projet encore plus grand, « Cité Concordia », qui aurait nécessité la destruction de tout le quartier Milton Parc entre la rue Sherbrooke et l'avenue des Pins,.
D’abord annoncé en mai 1969, il consiste d’un huit ou neuf tours au nombre d’étages variés. Le projet entier aurait été réalisé sur plusieurs phases étalées sur 7 à 10 ans.